# Oblouk (architektura)

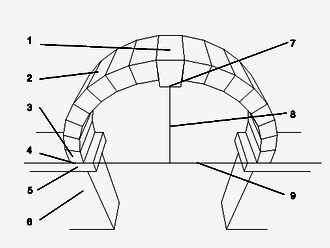
1. Závěrečný klenák, 2. Klenák, 3. Pateční klenák, 4. Pateční spára, 5. Pata oblouku, 6. Nosná zeď, 7. Vrchol oblouku, 8. Výška (vzepětí) oblouku, 9. Rozpon oblouku

Oblouk je architektonická konstrukce, která překlenuje otvor ve zdivu. Obloukové klenby mohou tvořit i nosnou konstrukci stropů, střech velkých rozpětí a mostů. Smysl zakřivení je v tom, že tlak zdiva rozvádí do stran a zmenšuje smykové, ohybové atd. síly. Oblouk je „dvourozměrná klenba“, má s ní společný princip přenosu síly a konstrukci a oblouky také mohou být součástí kleneb (jako žebra, pasy). Oblouk se vyzdívá z klínovitě tvarovaných klenáků. Pokud je oblouk tvořen jen stupňovitě ustupujícím zdivem, hovoří se o nepravém oblouku.

## Popis a funkce

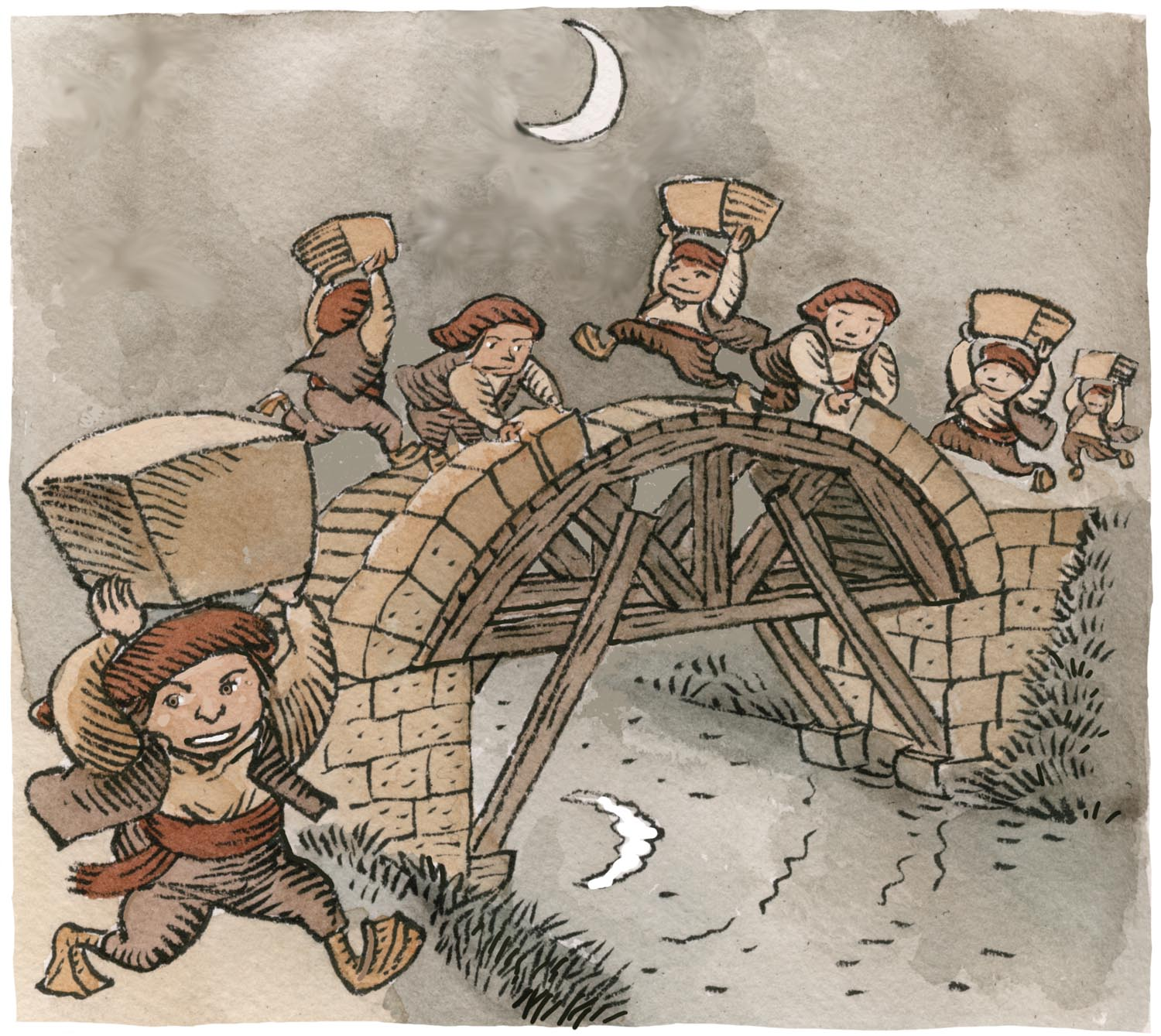
Stavba oblouku z klínovitých klenáků na pomocném bednění

Nejjednodušší konstrukce nadpraží otvoru, vodorovný nosník, je namáhán v horní polovině průřezu tlakem a v dolní tahem. Cihla, kámen i zdivo mají vysokou pevnost v tlaku, ale malou v tahu. Vodorovný kamenný nosník (architráv) je proto použitelný jen pro velmi malé rozpony. Poměry se výrazně zlepší, pokud se dva nosníky opřou o sebe a vytvoří trojúhelníkovou klenbu (viz Druhy kleneb). Z hlediska tvaru a působení sil si lze ideální klenební oblouk představit jako obrácené lano, v němž místo tahu působí pouze tlaky. Jako volně visící lano, také ideální oblouk má tvar řetězovky (Gateway Arch, Saint Louis), případně paraboly. Pro zděný oblouk paradoxně platí, že je pevný pouze při stálém zatížení, které brání vzájemným posunům kamenů nebo cihel. U mostních oblouků a ocelových, případně i železobetonových konstrukcí vůbec hraje významnou roli také to, zda jsou konce oblouku pevně vetknuty, anebo zda mají dva, případně i více kloubů.

## Historie

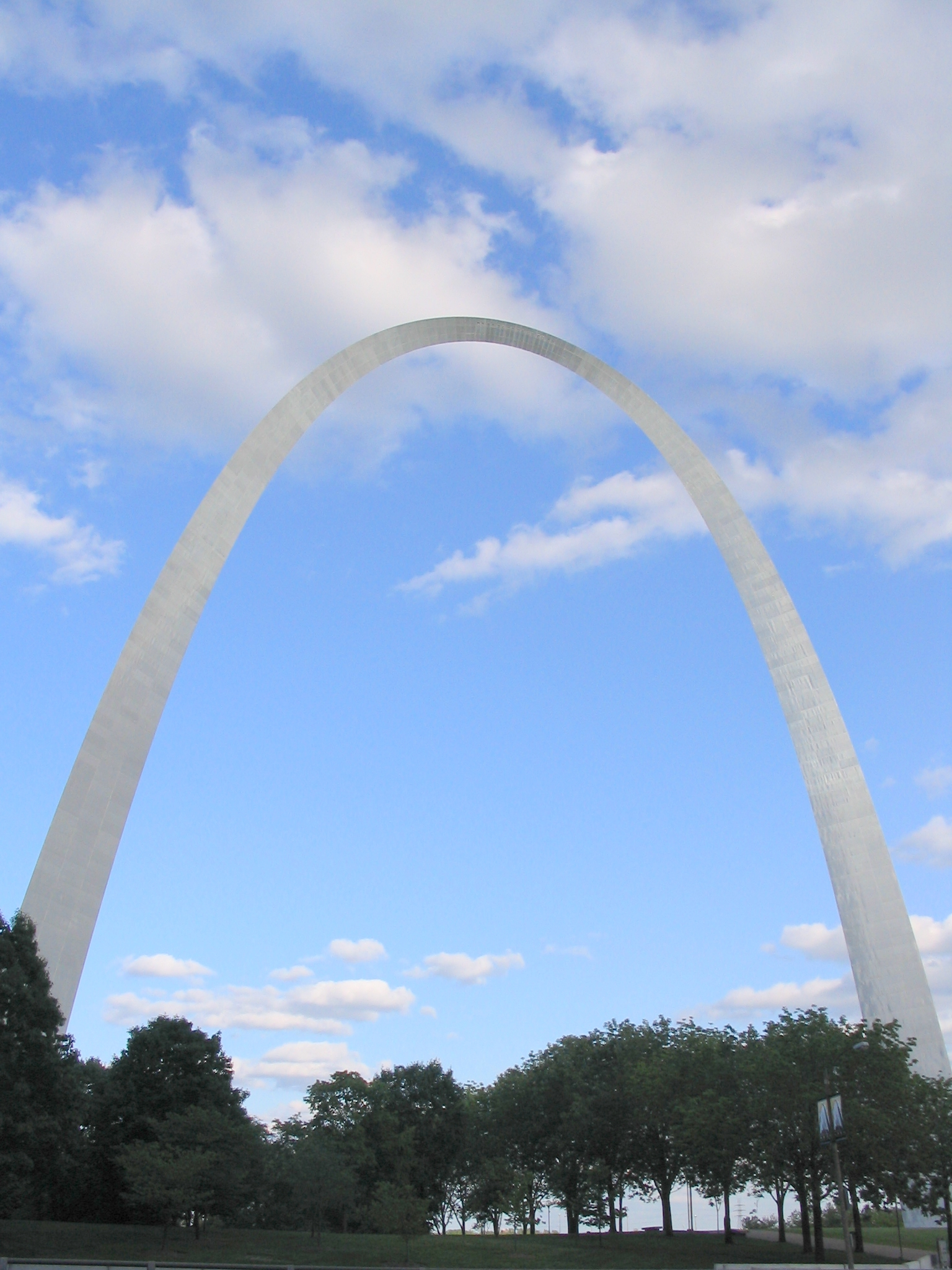
Gateway Arch ve tvaru obrácené řetězovky (1916)

Nejstarší klenby se vyskytují v Mezopotámii od 2. tisíciletí př. n. l., používaly se ale jen v malých rozměrech a pro podzemní stavby. Egypťané oblouky používali výhradně u užitných budov, obvykle s šířkou oblouku 1-3 metry (např. sýpky z doby Ramese II., příslušníka 19. dynastie, které jsou součásti tzv. Ramesea v Thébách). Ve většině případů jich bylo vybudováno několik tak, že se byly vzájemně bočně opřeny o společnou zeď. Ve většině případů byly postaveny z cihel, jen výjimečně z kamene. Tuto techniku ale nepoužívali u kamenných chrámů, kde se namísto oblouků vždy používaly kamenné překlady (snad pro delší požadovanou životnost takových staveb). Řecké chrámy oblouky většinou nepoužívaly.
Ve starověkém Římě se začaly stavět monumentální kamenné oblouky, brány, mosty a akvadukty, obvykle s plnou (půlkruhovou) klenbou. Kamenné a cihlové oblouky se hojně užívaly ve středověku. Masivní plné oblouky kleneb valených románského slohu vystřídaly daleko lehčí a obvykle bohatě profilované konstrukce kleneb gotických. Renesance se vrátila k římským vzorům, okna i dveře jsou zpravidla obdélníkové, s kamenným ostěním. Barokní sloh si liboval v rozmanitých tvarech kleneb od kleneb obloukových, přes klenby sférické po užití nových zborcených ploch, často poměrně plochých, což lehčí cihlové zdivo spolu s vysokou řemeslnou zručností tehdejších stavitelů umožňovalo.
Po období historismu 19. století, kdy se hlavní umělecké slohy rychle vystřídaly, nastoupila funkcionalistická architektura, která začala objevovat možnosti oblouků železobetonových a ocelových. Ty se i dnes často používají u reprezentativních staveb a pomáhají vytvářet jedinečné geometrické tvary hal, nádraží, továren, kostelů i mostů.

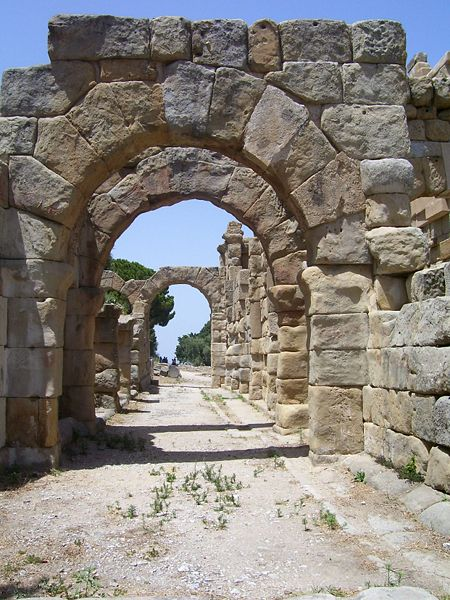
Řecké oblouky (Tindari, Sicílie)
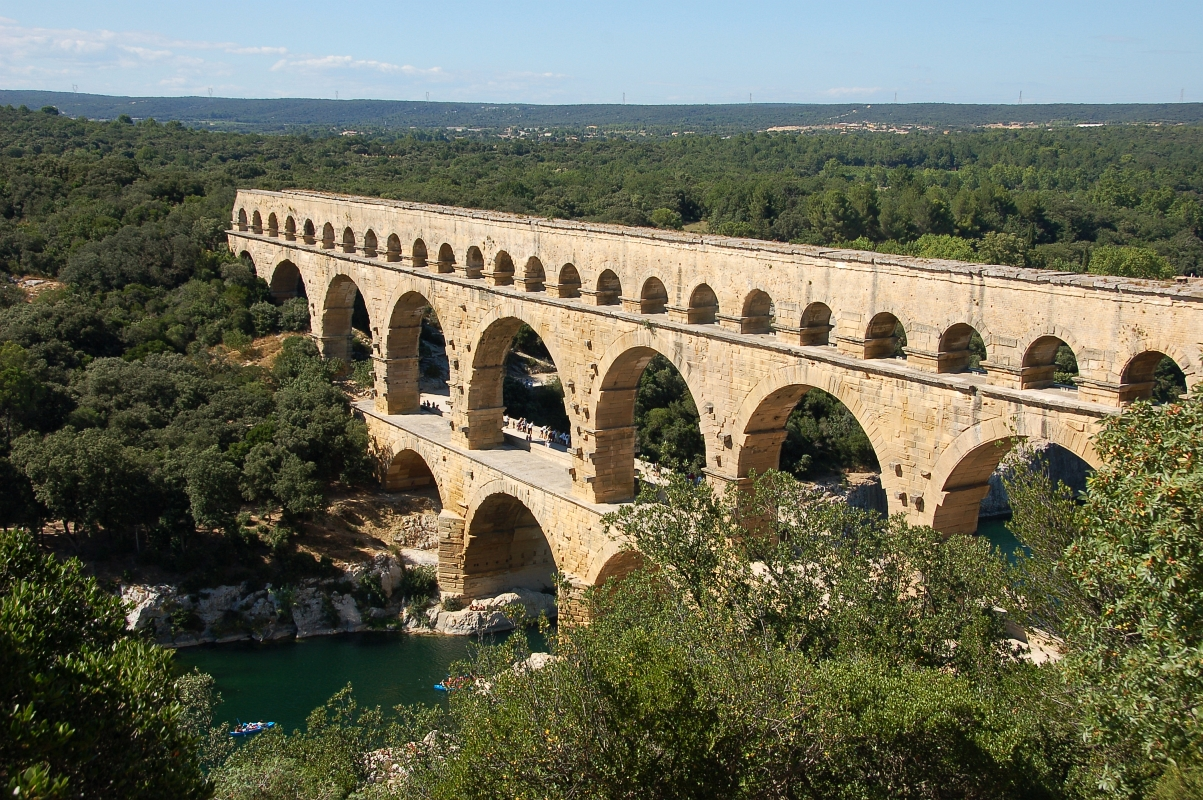
Pont du Gard (římský akvadukt, 1. stol. př. n. l.)
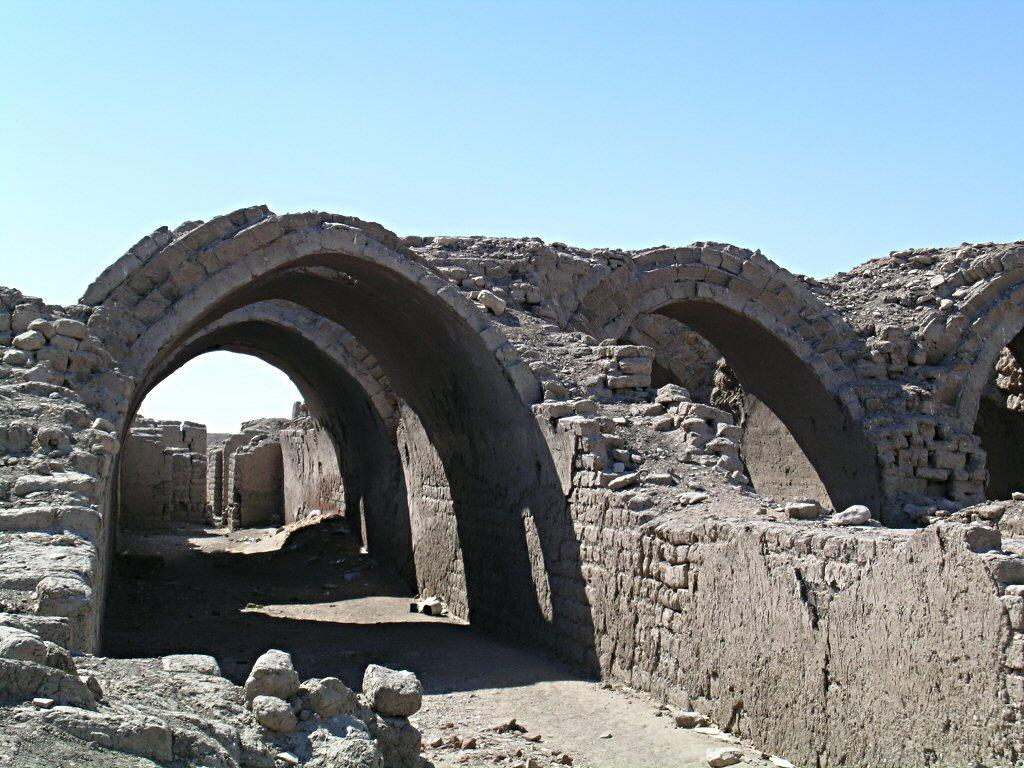
Příklad Egyptských oblouků (Ramesseum, Théby, cca 1300 př. n. l.)

## Druhy klenebních oblouků
Rozlišujeme následující druhy klenebních oblouků:

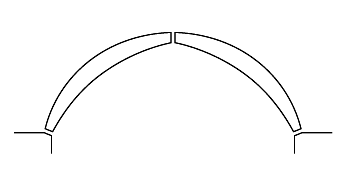
Trojúhelníková klenba
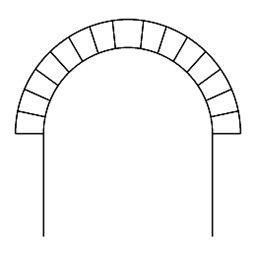
Plný oblouk
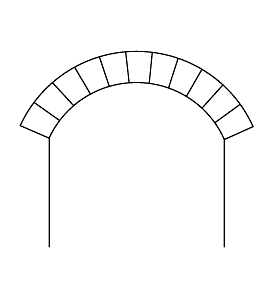
Plochý (segmentový) oblouk
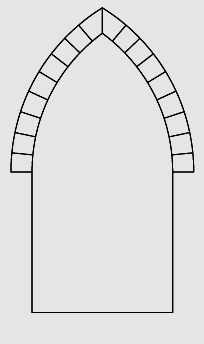
Lomený (gotický) oblouk
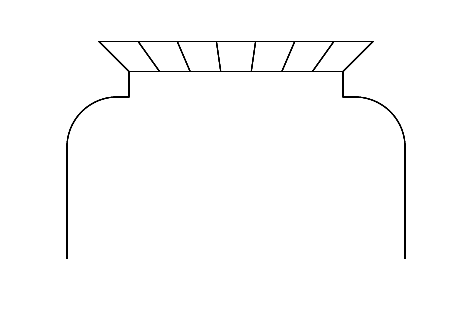
Holandský (přímý) oblouk
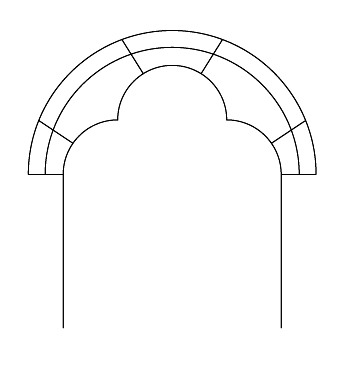
Trojlistý oblouk (jetelový)
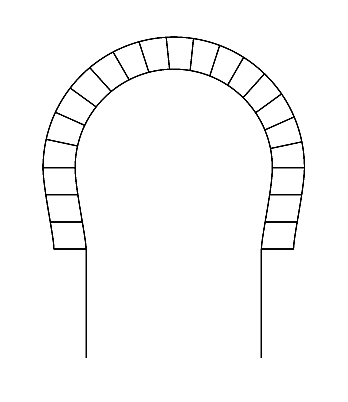
Podkovový oblouk
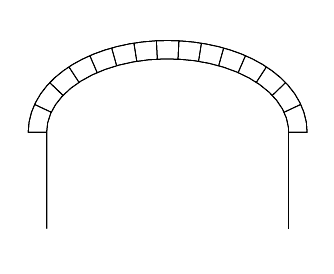
Eliptický (stlačený, oválný) oblouk[pozn. 1]
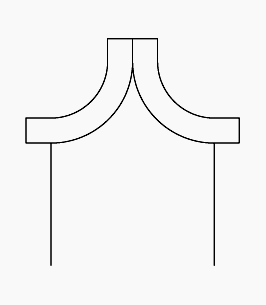
Draperiový oblouk (záclonový)
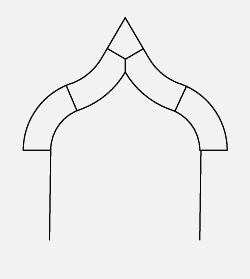
Oslí hřbet
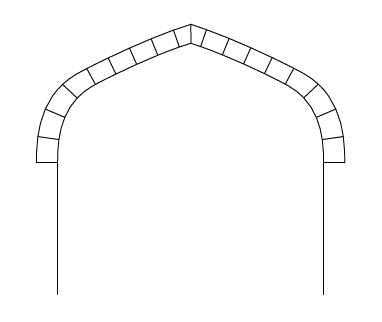
Tudorský oblouk
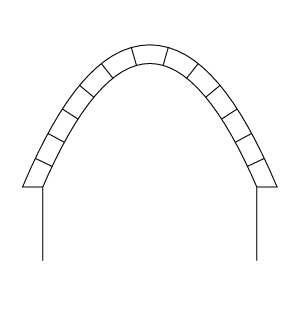
Parabolický oblouk

V galerii nejsou uvedené následující typy oblouků: prostý přímý, přímý se zaoblenými rohy, převýšený, eliptický orientovaný na výšku, kobylí hlava, kýlový oblouk, hvězdový, myurský.

## Konstrukční problémy
V závislosti na tvaru budou konce oblouku působit na své podpory tlakem, který lze rozložit na svislou a vodorovnou složku, směřující vnějším směrem. Tato složka je tím větší, čím je klenební oblouk plošší. Pokud je klenební oblouk ve zdivu (okno, dveře, portál), zdivo obě síly zachytí. Také mostní oblouky se opírají o sebe navzájem a stranové tlaky se tak ruší. Pokud je však klenební oblouk opřen o vnější stěny stavby, bude stěny tlačit od sebe. Problém je tím větší, čím větší je rozpon, čím těžší je konstrukce klenby a čím vyšší jsou stěny nebo sloupy, na nichž je klenba postavena. Stavitelé kamenných a cihlových chrámů se s tím vyrovnávali v různých obdobích různě:
- románský sloh: nosné stěny mají velkou tloušťku, takže boční složka je eliminována v tloušťce stěny;
- gotický sloh:
  1. lomený oblouk má obecně menší složku boční a větší složku svislou, není tedy třeba tak silných stěn;
  2. stěny jsou na vnější straně zesilovány opěrnými pilíři (opěráky) nebo složitějším opěrným systémem;
  3. součástí tohoto systému jsou u vícelodních staveb vedlejší lodi zhruba poloviční výšky, které stranové síly pomáhaly zachytit;
- renesanční sloh: boční síly jsou navzájem eliminovány dřevěným nebo ocelovým táhlem v patě klenby;
- barokní sloh: táhla jsou přesunuta na rub klenby, aby nerušila vizuální dojem zaklenovaného prostoru;[pozn. 2]

Hotová klenba je sice velmi pevná, během stavby je však většinou podpírána přesným tvarovým bedněním. Kamenné oblouky kromě toho vyžadují neobyčejně přesné zpracování jednotlivých kamenů, které se děje na zemi a nedá se pak už příliš upravovat. Rozkreslování klenebního oblouku na jednotlivé kameny se nazývá kamenořez. Jednotlivé kameny se někdy zajišťují proti posunutí kovovými sponami, drážkami na styčných plochách, do nichž se nalévá malta nebo olovo, v moderní době i provléknutými ocelovými lany.

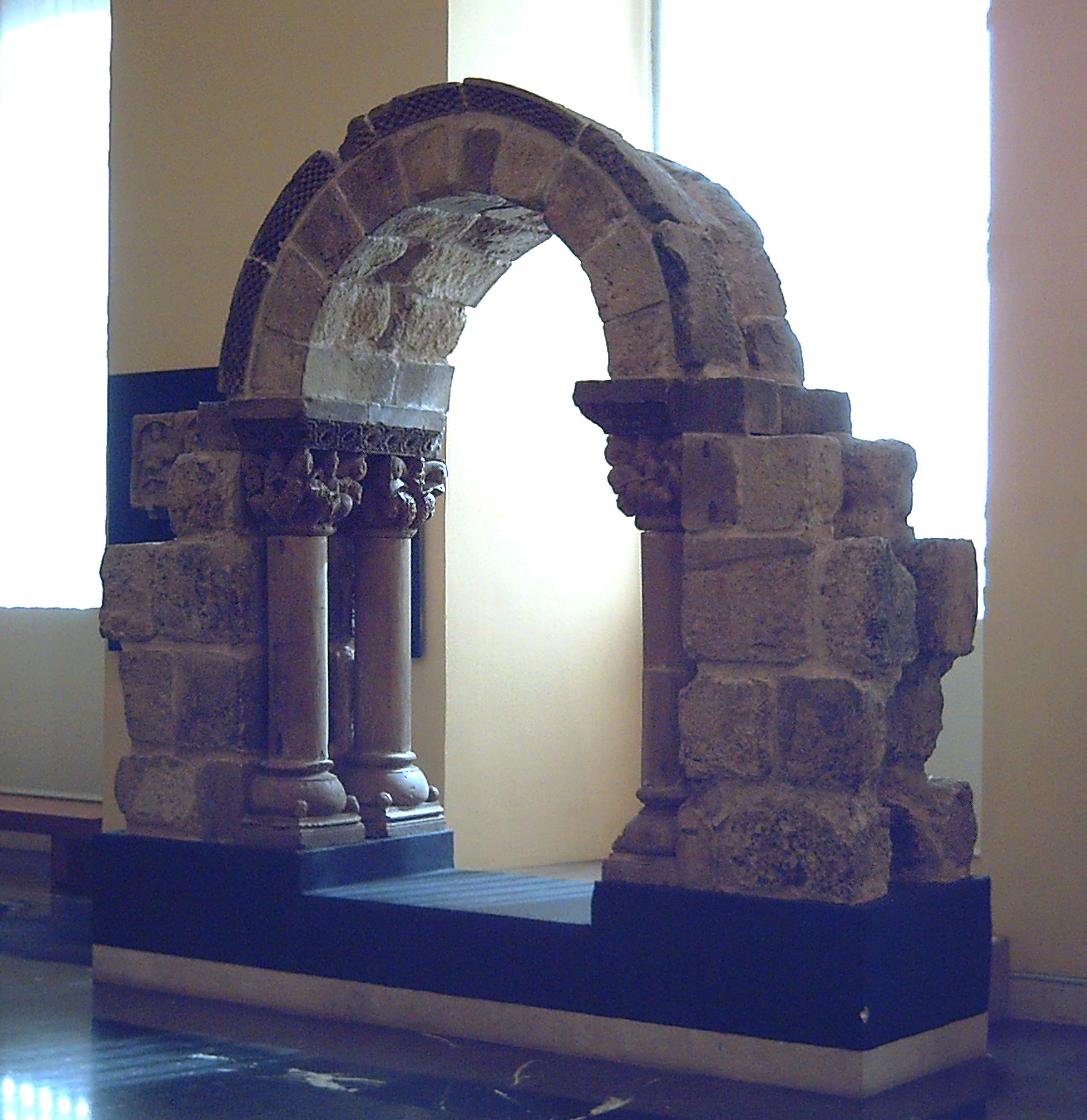
Románský oblouk
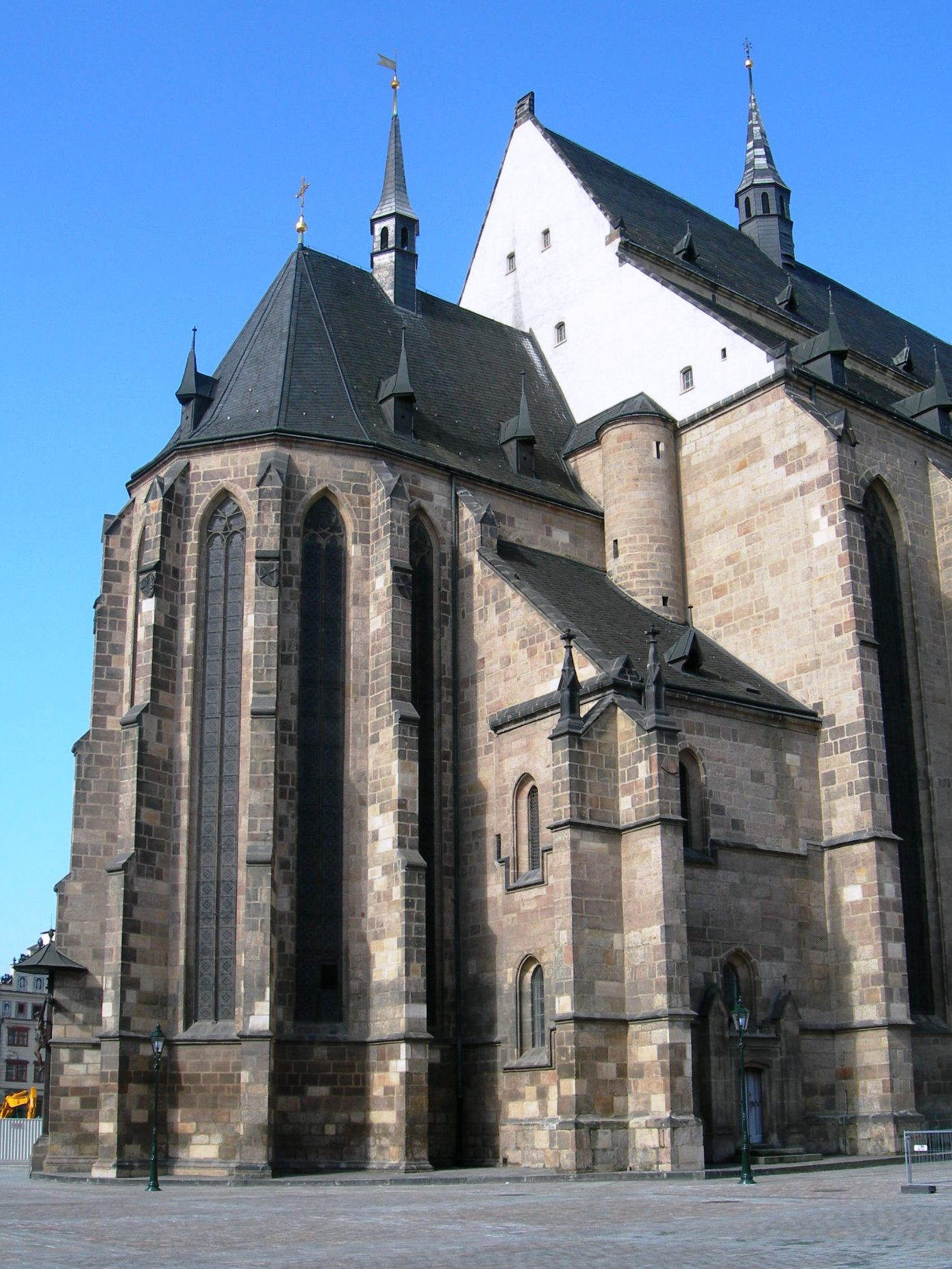
Opěrné pilíře, katedrála sv. Bartoloměje v Plzni
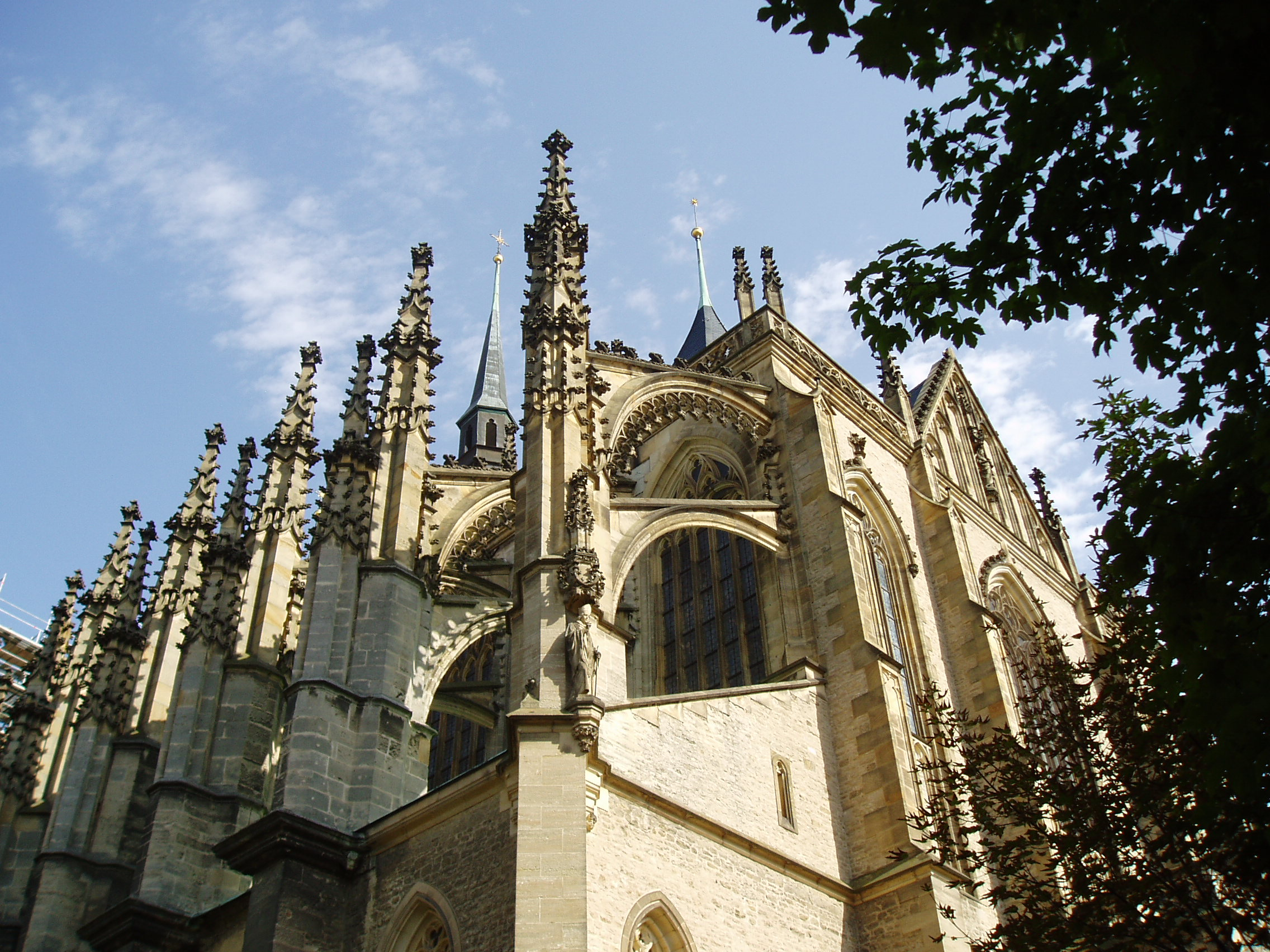
Opěrný systém nad boční lodí, katedrála sv. Barbory, Kutná Hora
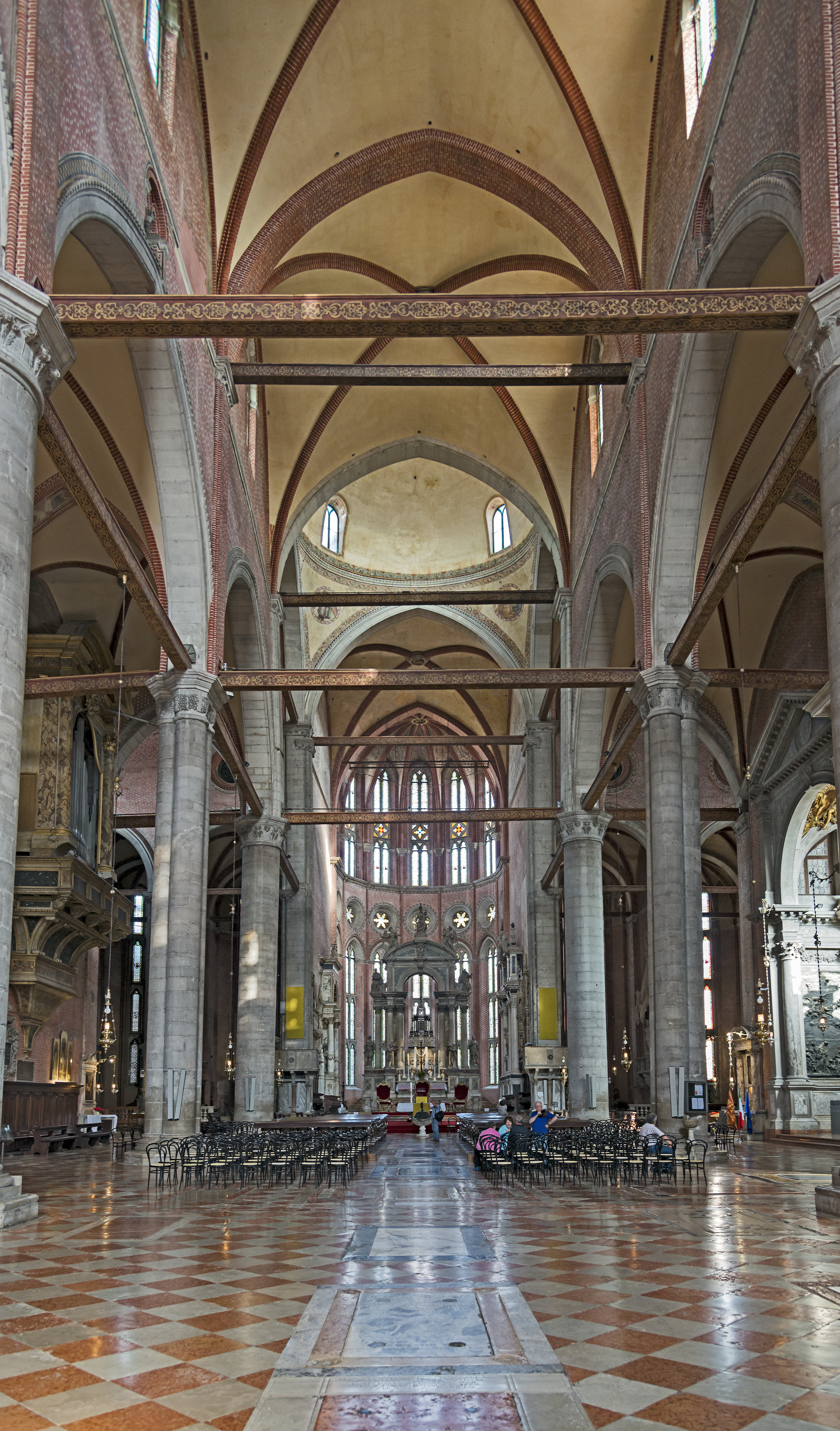
Dřevěná táhla v patě klenby, bazilika sv. Jan a Pavla, Benátky
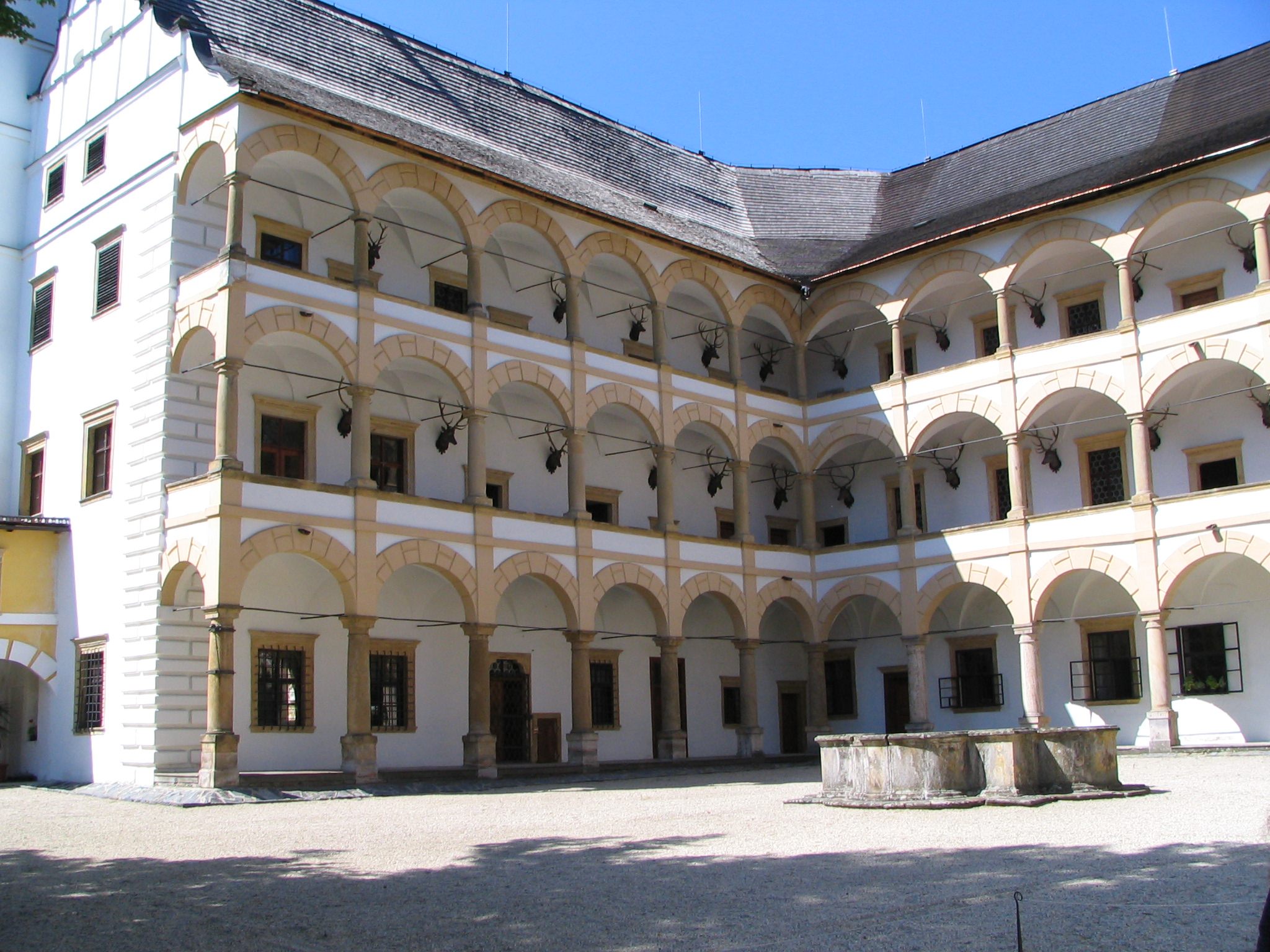
Renesanční arkádové oblouky s ocelovými táhly, zámek Velké Losiny